# Наступательная операция в Восточном Конго
Наступление в Восточном Конго в 2009 году (фр. 2009 Offensive de l’Est du Congo) — совместное военное наступление ДРК и Руанды против повстанческой группировки ДСОР хуту, потомков тех групп, которые осуществили геноцид в Руанде в 1994 году. Были проведены две операции: «Кимиа II» и «Умоджа Вету». «Kimia» можно перевести как «спокойная». «Umoja Wetu» на суахили означает «Наше единство».

## Хронология
Руанда и ДРК договорились о разгроме элементов ДСОР из восточного Конго. 20 января 2009 года 1000 руандийских солдат хлынули через границу в восточное Конго недалеко от Гомы и работали, по словам представителей Организации Объединённых Наций, советниками конголезских войск.
23 января 2009 г. некоторые повстанцы начали сдаваться руандийским и конголезским войскам.
Первые сообщения о боевых действиях поступили 24 января 2009 года, когда конголезская армия сообщила, что они убили девять ополченцев ДСОР. В ответ повстанцы заявили, что не потеряли ни одного человека и что сами конголезские вооруженные силы потеряли девять солдат убитыми и один раненым в столкновении с группой ополченцев май-май. К этому времени ДСОР отступали из южной части провинции Северное Киву, и количество руандийских солдат в этом регионе достигло 5000 человек.
26 января 2009 г. повстанцы попытались отбить деревню Касинга, но были отбиты конголезскими и руандийскими солдатами в боях, в результате которых погибли четыре ополченца.
18 февраля 2009 г. в результате авиаударов в 5 км к западу от Гомы было убито 40 повстанцев.
Руандийские силы были выведены 27 февраля 2009 г.